# Begraafplaats van Laken

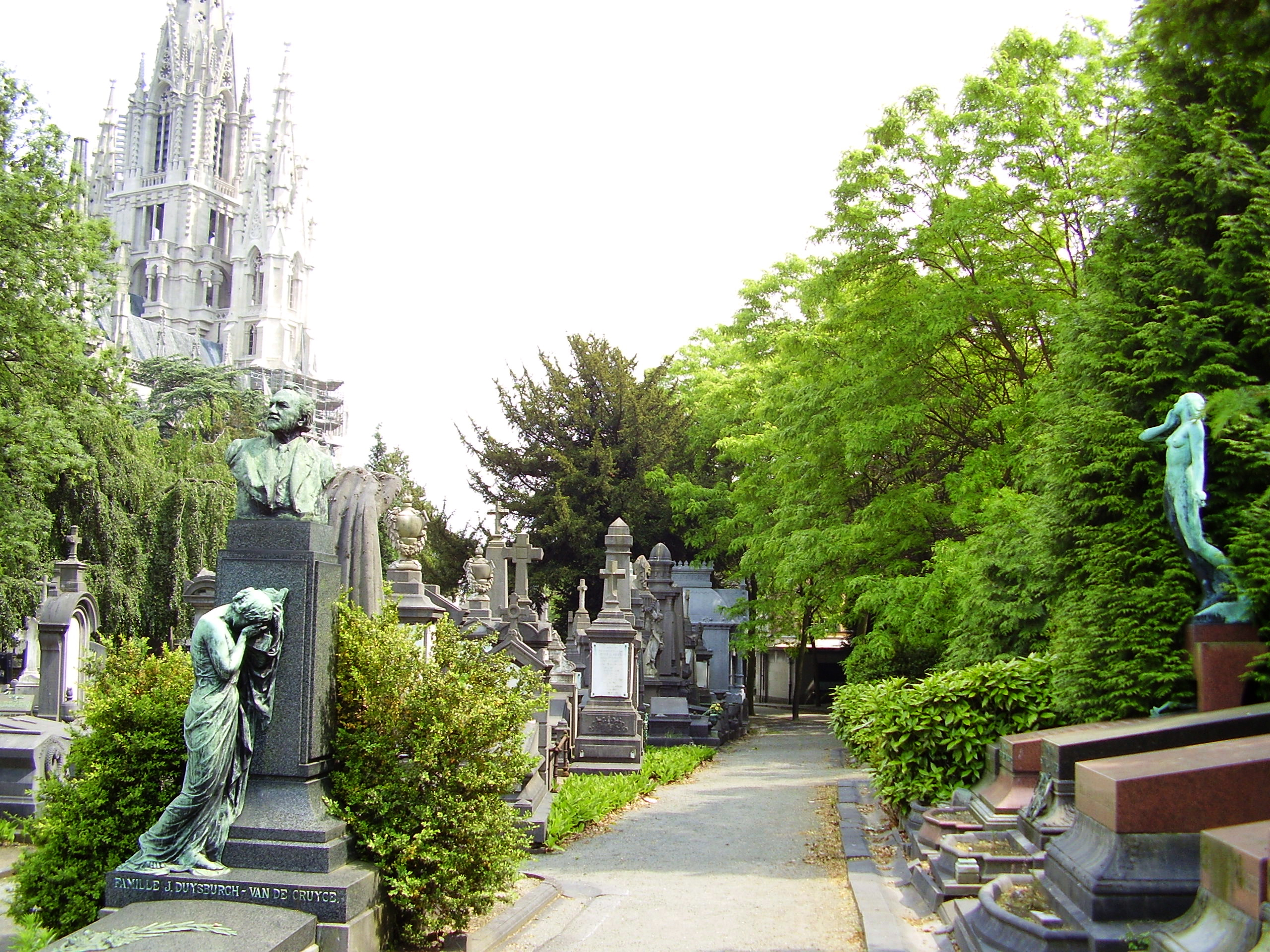
Kerkhof van Laken met de Onze-Lieve-Vrouwekerk op de achtergrond

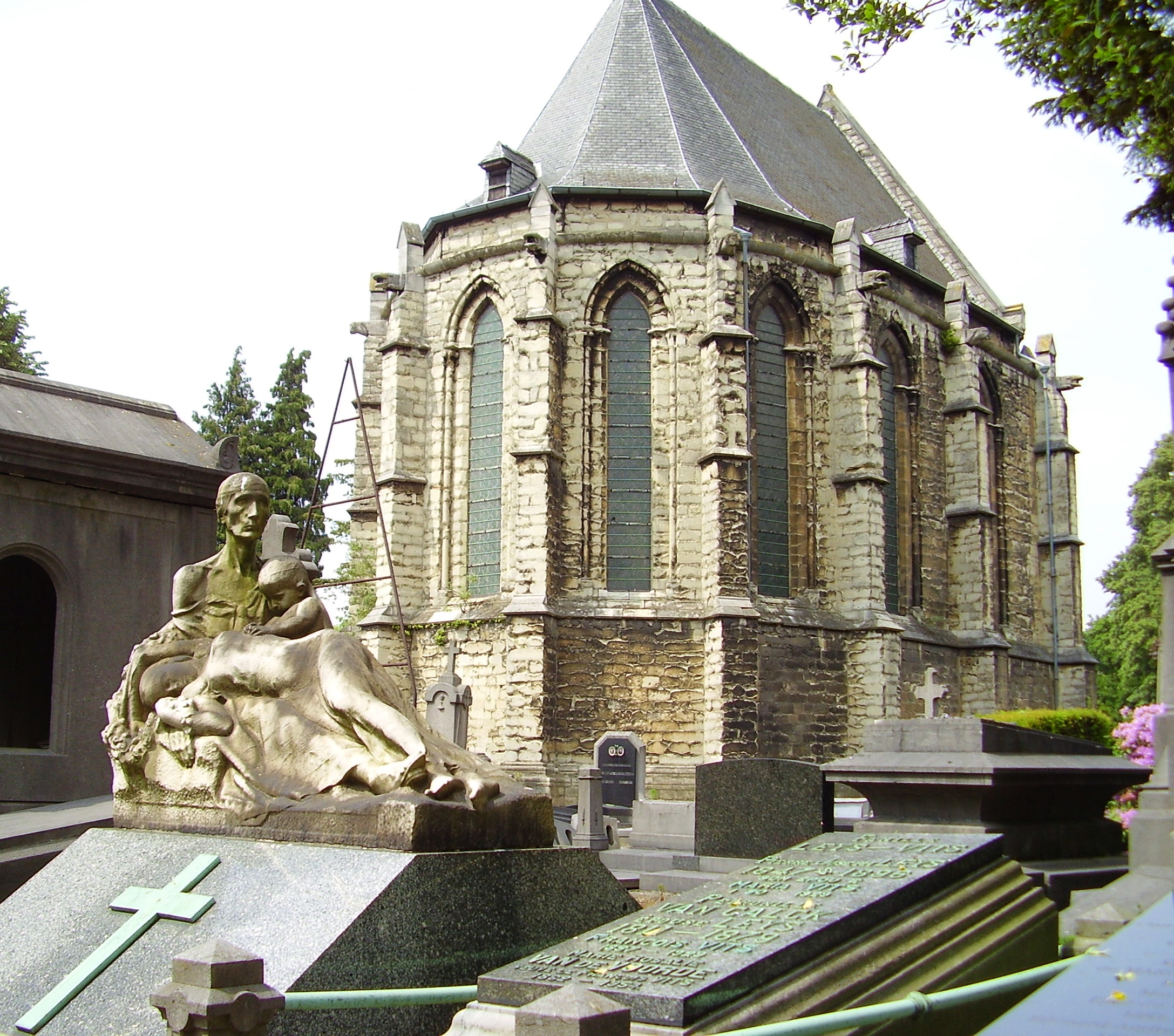
Het koor van de oude kerk

De begraafplaats van Laken of het kerkhof van Laken is een begraafplaats in de Belgische plaats Laken in het Brussels Hoofdstedelijk Gewest. De begraafplaats ligt naast de Onze-Lieve-Vrouwekerk en is de oudste Brusselse begraafplaats die nog in gebruik is. Het is de laatste resterende Brusselse begraafplaats die als middeleeuws kerkhof rond een kerk ontstaan is. Op de begraafplaats is nog het koor van de oude kerk bewaard.

## Geschiedenis

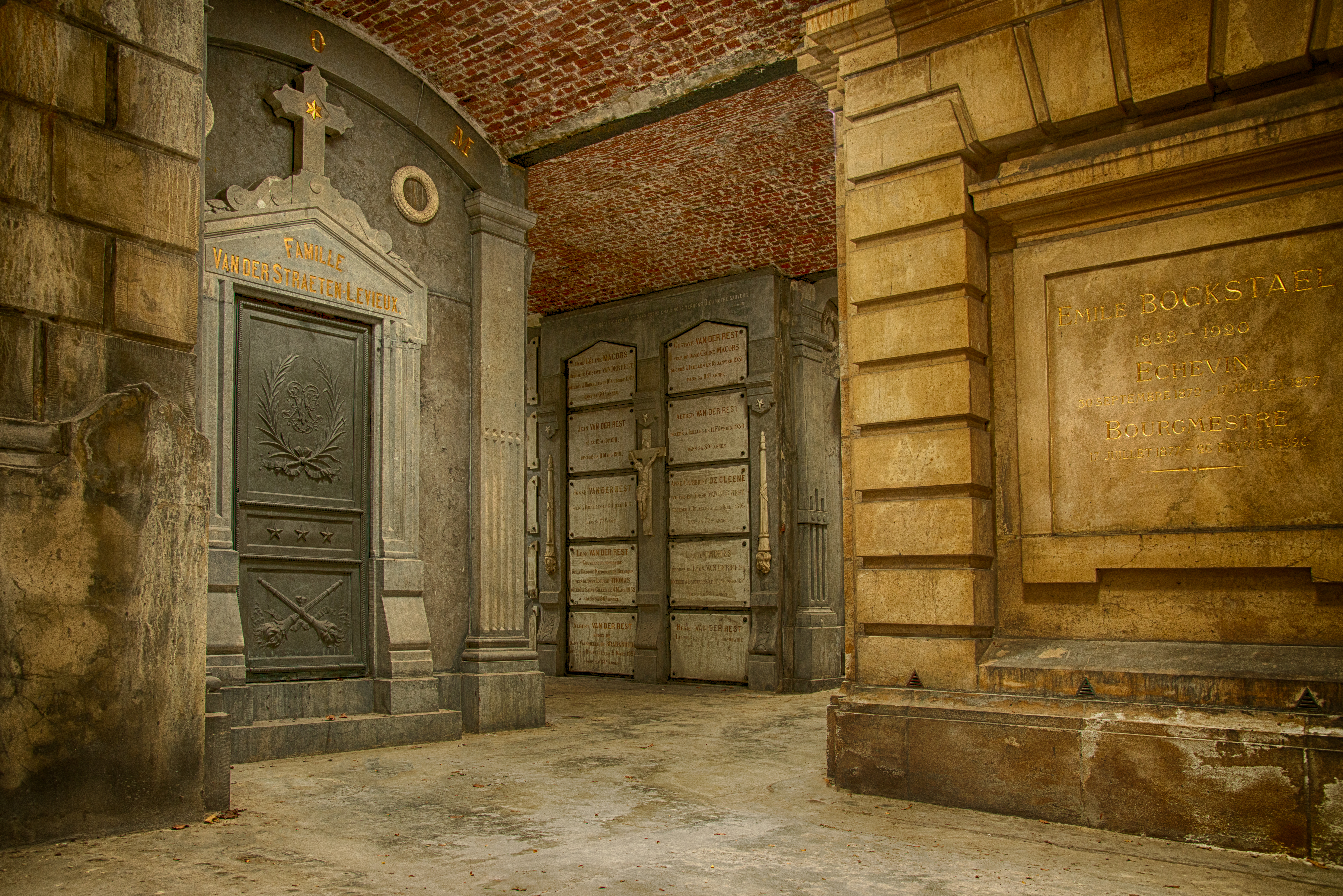
Ondergrondse grafgalerijen, na de restauratie.

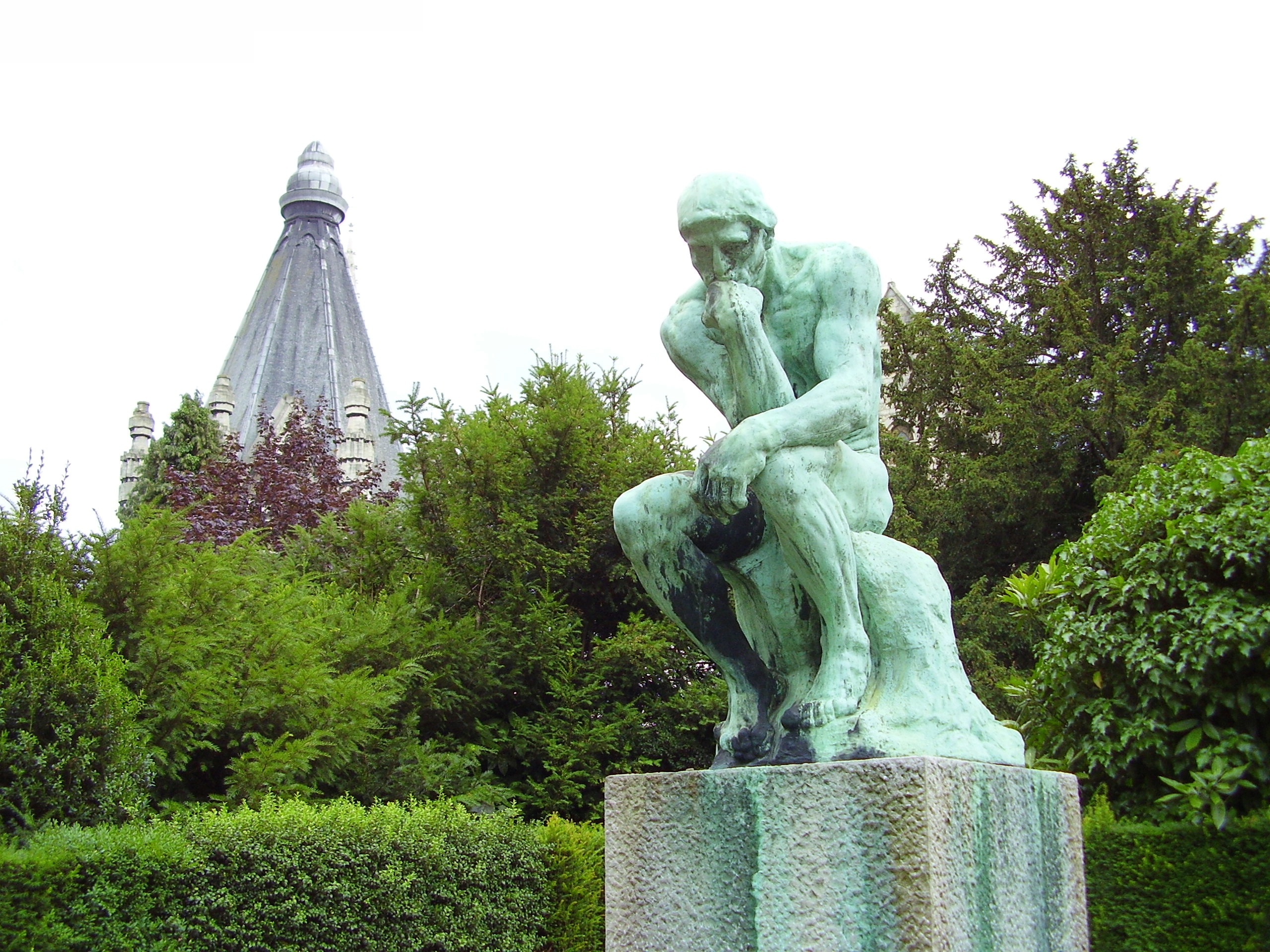
De Denker op het graf van kunstverzamelaar Jef Dillen en zijn vrouw. Rodin maakte de eerste incarnatie van dit beeld in 1881, gevolgd door een meer dan levensgrote versie vóór 1902. Het is van deze laatste dat Dillen in 1922 een exemplaar verwierf, gegoten door de Fonderie Alexis Rudier uit Parijs. Hij liet het in 1935 op zijn graf plaatsen.

De begraafplaats groeide in het voorheen landelijke dorpje Laken rond de middeleeuwse Onze-Lieve-Vrouwekerk. Laken groeide sterk in de loop van de 19e eeuw toen de adel en de burgerij hier het mooie landschap kwam opzoeken en ook het Belgisch vorstenhuis vestigde zich hier. Waar de plaats in 1831 nog 1.806 inwoners kende, waren er dit in 1880 al bijna 18.000.
Het oudste deel van het kerkhof bevindt zich rond het koor van de oude kerk. In de loop van de 19e en 20e eeuw werd het meermaals uitgebreid in zuidelijke en oostelijke richting. Een eerste uitbreiding kwam er in 1832, toen de oppervlakte werd verdubbeld tot zo'n 1,3 ha. De begraafplaats kende verder succes toen koningin Louise-Marie hier in 1850 werd begraven en de begraafplaats werd verder uitgebreid tot 2,46 ha. Vele vooraanstaanden werden hier begraven, vooral uit katholieke milieus, terwijl de begraafplaats van Brussel vooral een vrijzinnig karakter had.
De kerk was tegen 1850 al deels buiten gebruik, waarna men startte met de bouw van een nieuwe Onze-Lieve-Vrouwekerk ten zuidoosten van het kerkhof. Deze nieuwe kerk werd in 1872 ingewijd. 

### Grafgalerijen
Door de sterke groei raakte het kerkhof halverwege de jaren 1870 verzadigd, er ontstond plaats tekort. Schepen Emile Bockstael gaf daarom opdracht tot het bouwen van grafgalerijen. Deze bestonden uit een netwerk van ondergrondse gangen met nissen voor de graven, gekoppeld aan bovengrondse monumenten. Een eerste galerij van 31 m werd in 1878 in gebruik genomen. Dat jaar werden er nog zes galerijen aangelegd. Rond 1890 werd het eerste gangenstelsel afgesloten. De grafgalerijen werden vergroot in 1919 en 1928. Ze zijn typerend voor het kerkhof van Laken en opgenomen als beschermd patrimonium. In 2011 waren de grafgalerijen wegens instortingsgevaar niet meer toegankelijk voor het publiek. Na een restauratie die onder meer waterinsijpeling en het hieruit voortvloeiende betonrot aanpakte, werden de galerijen in 2017 terug opengesteld voor bezoekers.

### Erfgoed
In 1904 werd de oude gotische kerk grotendeels afgebroken, enkel de Sint-Barbarakapel bleef bewaard. 
De begraafplaats bevat veel belangrijk funerair erfgoed. Er bevindt zich onder meer een beeld van De Denker van Rodin, en de beroemde grafkapel van steenhouwer Léonce Evrard met het Zonnehart.
Op de begraafplaats rusten een 125-tal Belgische militairen, gesneuveld in beide wereldoorlogen.

## Bescherming

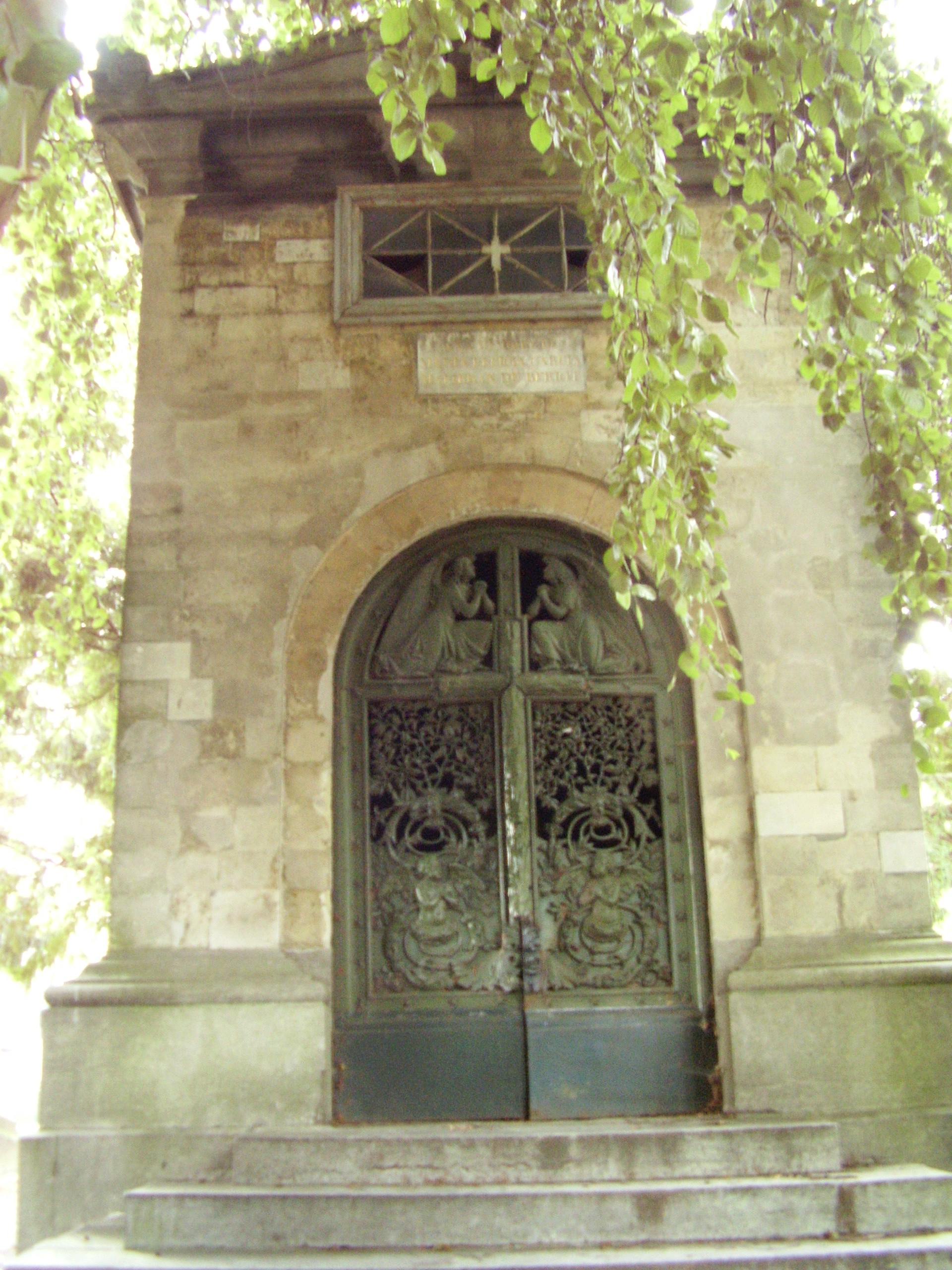
Grafmonument voor Maria Malibran

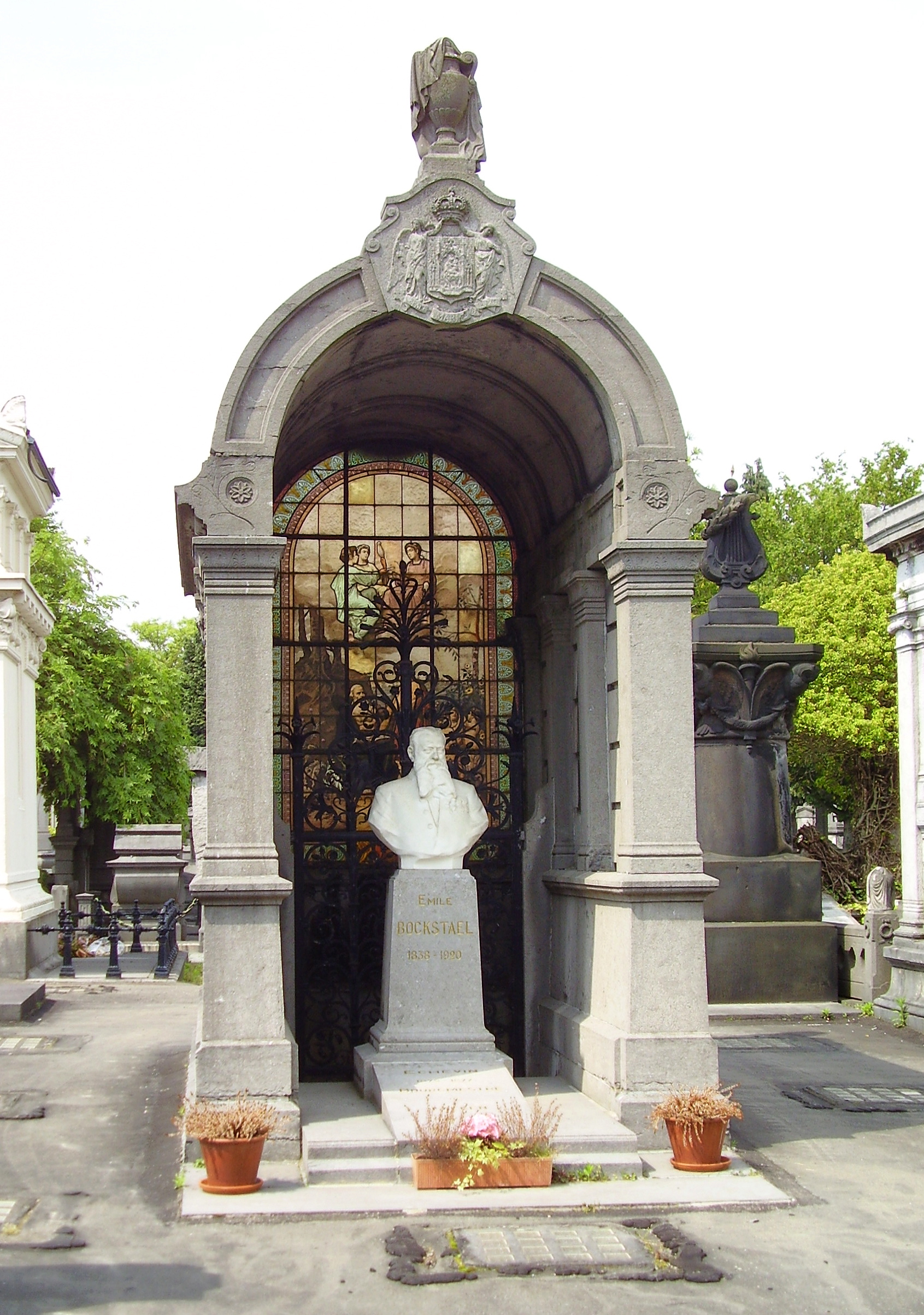
Grafmonument voor Emile Bockstael, uitgevoerd door steenhouwer Ernest Salu.

De begraafplaats werd in 1999 als landschap beschermd. In 1994 werd het mausoleum van Ferdinand Nicolay geklasseerd als monument. Charles Auguste Fraikin heeft de overleden filantroop afgebeeld in de houding van Michelangelo's pensieroso (graf van Lorenzo II de' Medici in de San Lorenzo te Firenze). De grafgalerijen werden in 1997 beschermd, net als veertien afzonderlijke grafmonumenten: het grafmonument van Alphonse Balat, van Emile Bockstael, van André graaf Coghen (een ligbeeld van Willem Geefs in een grafkapel toegeschreven aan Jean-Pierre Cluysenaar), van Georges de Ro, van Joseph Léon Dillen (met De Denker van Rodin), het familiegrafmonument van Ghémar, het grafmonument van Maria Malibran, het familiegrafmonument van Ferdinand Moselli, het grafmonument van Marie Pleyel, het familiegrafmonument van Joseph Poelaert, het familiegrafmonument van Salu, het familiegrafmonument van Suys, het grafmonument van André van Hasselt en het familiegrafmonument van Vaxelaire.

## Bekende personen hier begraven
- Jan Baes (1848-1914), architect
- Alphonse Balat (1818-1895), architect
- Augustin Daniel Belliard (1769-1832), generaal
- Jean-Valentin Bender (1801-1873), componist en dirigent
- Edouard De Biefve (1808-1882), schilder
- Emile Bockstael (1838-1920), burgemeester van Laken
- Ignace Brice (1795-1866), schilder
- Jozef Cardijn (1882-1967), kardinaal en oprichter van de KAJ
- Auguste d'Anethan (1829-1906), secretaris van Leopold II
- Jules Joseph d'Anethan (1803-1888), politicus
- Charles Auguste de Bériot (1802-1870), violist
- Louis De Curte (1817-1891), architect
- Pieter de Decker (1812-1891), politicus
- Michel de Ghelderode (1898-1962), schrijver
- François-Philippe de Haussy (1789-1869), politicus en eerste gouverneur van de Nationale Bank
- Léon Delacroix (1867-1929), politicus
- Adolphe Delhaize (1840-1899), oprichter van warenhuisketen Delhaize
- Willem De Mol (1846-1874), componist
- Frédéric de Reiffenberg (1793-1890), historicus, professor, conservator van de Koninklijke Bibliotheek van België
- Marguerite De Riemaecker-Legot (1913-1977), politicus en eerste vrouwelijke minister in België
- Goswin de Stassart (1780-1854), politicus
- Paul Devaux (1801-1880), politicus
- Paul De Vigne (1843-1901), beeldhouwer
- Léon de Witte de Haelen (1857-1933), generaal
- André-Napoléon Fontainas (1807-1863), burgemeester van Brussel
- Louis Ghémar (1819-1873), lithograaf en fotograaf
- Iwan Gilkin (1858-1924), dichter
- Henri Guillaume (1812-1877), militair en minister van Oorlog
- Gustave Hansotte (1827-1886), provinciaal architect
- Charles-Joseph Herry (1805-1879), burgemeester van Laken
- Victor Jamaer (1825-1902), stadsarchitect
- Camille Jenatzy (1868-1913), ingenieur en de eerste die sneller reed dan 100 km/u met een wagen
- baron André Jolly (1799-1883), militair en lid van het Voorlopig Bewind
- Fernand Khnopff (1858-1921), schilder
- La Malibran (1808-1836), zangeres
- Xavier Mellery (1845-1921), schilder
- Arthur Meyer (1852-1940), buitenechtelijke zoon van Leopold I
- François-Joseph Navez (1787-1869), schilder
- Charles Niellon (1795-1871), generaal tijdens de Belgische Revolutie
- Edmond Picard (1836-1924), jurist
- Marie Pleyel (1811-1875), pianist
- Joseph Poelaert (1817-1879), architect
- Marie Popelin (1846-1913), eerste vrouwelijke doctor in België
- Jean-François Portaels (1818-1895), schilder
- Gustave Rolin-Jaequemyns (1835-1902), diplomaat en politicus
- Nicolas Rouppe (1769-1838), burgemeester van Brussel
- Louis Seutin (1793-1862), medicus en een van de oprichters van de Université libre de Bruxelles
- Léon Suys (1823-1887), architect
- Tieleman Franciscus Suys (1783-1861), architect
- André van Hasselt (1806-1874), dichter
- Jules Van Praet (1806-1887), staatsman
- Philippe Vandermaelen (1795-1869), cartograaf en geograaf
- Guillaume Hippolyte Van Volxem (1791-1868), minister van Justitie en burgemeester van Laken van 1838 tot 1841
- François-Jean Wyns de Raucour (1779-1857), burgemeester van Brussel